# Lac Buchanan
Le lac Buchanan a été formé par la construction du barrage Buchanan (en) sur le cours inférieur du fleuve Colorado afin de fournir en eau et en électricité l'économie de la région. Le barrage qui mesure 3,2 km de long a été achevé en 1939. 
Le lac Buchanan est le plus grand réservoir du Texas ; il s'étend sur les comtés de Llano et de Burnet. Il se trouve à l'ouest de la ville de Burnet. Il a été baptisé en l'honneur de James P. Buchanan (1867-1937).